# Albert Overhauser
Albert W. Overhauser (San Diego (California), 17 de agosto de 1925-10 de diciembre de 2011) fue un físico estadounidense y miembro de la Academia Nacional de Ciencias. Es conocido por la teoría de la Polarización dinámica nuclear conocida como el Efecto Overhauser en la espectroscopia de resonancia magnética nuclear.

Overhauser hizo los estudios secundarios en San Francisco en el Lick-Wilmerding High School y comenzó los estudios universitarios en la Universidad de Berkeley en 1942. Interrumpió sus estudios a causa de la Segunda Guerra Mundial durante dos años para alistarse en la reserva de la marina. Posteriormente, volvió a Berkeley para completar sus estudios. En 1948 recibió la licenciatura de física y matemáticas y en 1951 recibió el doctorado en física.
De 1951 a 1953fue investigador posdoctorado en la Universidad de Illinois en Urbana-Champaign, donde desarrolló su citada  teoría en la transferencia de la polarización de espín. Una vez que la teoría había sido confirmada y demostrada por otros científicos, se conoció como el Efecto Overhauser. Estuvo en la facultad de la Universidad de Cornell de 1953 a 1958, y luego se fue para unirse al personal de investigación de Ford Motor Company. Overhauser permaneció en Ford hasta 1973, cuando se unió a la facultad de la Universidad de Purdue. Permaneció en Purdue como Stuart Distinguished Professor of Physics por el resto de su carrera. Overhauser murió en 2011 en West Lafayette, Indiana. Tenía 86 años.

## Premios y distinciones
- Medalla Nacional de Ciencia, 1994
- Elegido miembro de la Academia Nacional de Ciencias, 1976
- Premio de Física Oliver E. Buckley, 1975
- Doctor Honorario de Derecho de la Universidad Simon Fraser, 1998
- Doctor Honorario de Ciencia de la Universidad de Chicago, 1979
- Doctor Honorario de Ciencia de la Universidad Purdue, 2005